# Nissan Axxess
O  Axxess é um monovolume de porte médio da Nissan.